# Aarre Aaltonen

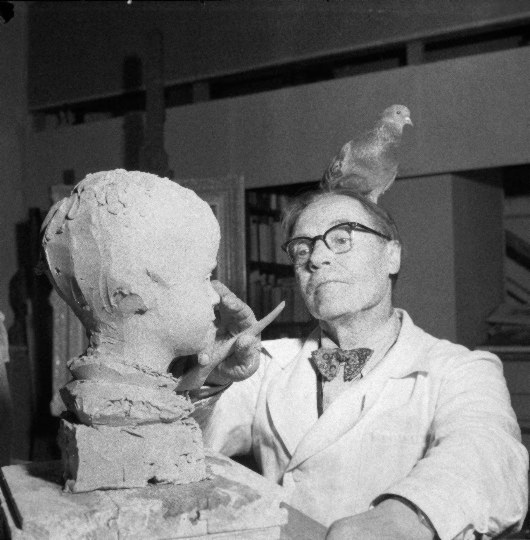
Aarre Aaltonen år 1954.

Aarre Alku Aatami Aaltonen, född 8 december 1889 i Pöytis, död 28 september 1980 i Helsingfors, var en finländsk skulptör.
Aaltonen fick sin konstnärliga utbildning i Åbo 1906–1910 och var 1910–1912 Emil Wikströms elev. Hans konst präglas av en klassicistisk realism, som utvecklades alltmer i dekorativ riktning. Han utförde bland annat en lång rad krigsminnesmärken i granit samt småskulpturer och porträtt.
Bland Aaltonens arbeten märks Ilmatar och dykanden (1946) i Sibeliusparken i Helsingfors. Verket är inspirerat av nationaleposet Kalevala och den grekiska mytologin (Leda och svanen).